# Phyllobrotica shirozui
Phyllobrotica shirozui es una especie de insecto coleóptero de la familia Chrysomelidae. Fue descrita en 1969 por Kimoto.